# Epson HC
Epson HC (HC / HX-20) је кућни рачунар фирме Epson који је почео да се производи у Јапану током 1982. године.
Користио је двије Hitachi 6301 микропроцесорске јединице а RAM меморија рачунара је имала капацитет од 16 KB (до 32 KB). 

## Детаљни подаци
Детаљнији подаци о рачунару HC су дати у табели испод.
|                       |                                                         |
| [ 1 ]                 |                                                         |
| Произвођач            |                                                         |
| Тип                   | кућни рачунар                                           |
| Меморија              | 16 (до 32 )                                             |
| Поријекло             | Јапан                                                   |
| Година                | 1982                                                    |
| Тастатура             | пуни помак тастера, 68 тастер, са 13 функцијска тастера |
| Процесор              | два 6301                                                |
| Фреквенција процесора | 0,614                                                   |
| RAM                   | 16 (до 32 )                                             |
| ROM                   | 32 (све до 64 )                                         |
| Текст                 | 4 линија са 20 знакова (у прозору са 255 x 255 пикела)  |
| Графика               | 120 x 32 тачака                                         |
| Боја                  | једна боја, LCD                                         |
| Звук                  | мали звучник                                            |
| Димензије             | 29 (ширина) x 21.5 (дубина) x 4.4 (висина) / 1.7        |
| Портови               |                                                         |
| Оперативни систем     | [[]]                                                    |